# Josef Kudrna (voják)
Josef Kudrna (1. prosince 1881 Postřižín – 7. května 1915 Praha-Motol) byl vojín 102. rakouského pluku, který byl obviněn ze vzpoury a 7. května 1915 popraven v Praze-Motole. V areálu FN Motol má pomník.

## Poprava
Josef Kudrna byl odsouzen k trestu smrti po nepokojích branců 102. pěšího pluku Rakousko-uherské armády, před jejich odjezdem na frontu dne 3. května 1915, které proběhly u kasáren u budovy Sokolovny v Benešově. 7. května 1915 byl Josef Kudrna popraven na vojenském cvičišti v Praze-Motole. Jeho manželka se po jeho smrti ze zoufalství oběsila a jeho 7 dětí se stalo sirotky. Po konci první světové války byl jeho případ znovu otevřen a soud v roce 1920 jeho trest zrušil. Jeho případ byl v roce 1922 zpopularizován divadelní hrou Ve jménu jeho veličenstva!, kterou napsal přímý účastník jeho popravy Antonín Řehoř-Hýskovský. V roce 1929 na motivy hry natočil režisér Antonín Vojtěchovský film Jménem jejího Veličenstva s Jaroslavem Průchou v hlavní roli.

## Pomník
Na místě jeho popravy v dnešním areálu Fakultní nemocnice v Motole byl již po vzniku republiky v roce 1918 postaven dřevěný jehlanovitý pomník. Později byl nahrazen kamenným žulovým pomníkem.  V roce 1935 byla k 20. výročí jeho popravy na místě zbudována nadživotní socha z návrhu sochaře Rudolfa Březy. Zbudována byla z iniciativy Komitétu pro postavení pomníku popravenému vojínu Kudrnovi a místní samosprávy. Po německé okupaci Československa byl pomník v roce 1940 zničen nacisty a roztaven. V současnosti místo přípomíná nový žulový pomník umístěn na místo po druhé světové válce.